# Лиз Климо
Лиз Климо (на английски: Liz Climo) е американска художничка-карикатуристка, аниматорка, илюстраторка и авторка на детски книги. Тя е най-известна с комиксите си, които редовно публикува на своя уебсайт „Малкият свят на Лиз“, и в социалните мрежи, както и с нейната поредица детски книжки за Динозавъра Рори (определен от самата нея като „стегозавъроподобен“). От 2003 година е в екипа аниматори на телевизионната поредица „Семейство Симпсън“.

## Биография
Лиз Климо е родена на 24 юли 1981 година. Израства в Силициевата долина, следва висшето си образование в Държавния университет на Сан Хосе. Вдъхновена от любомита си детска комикс поредица „Калвин и Хобс“, тя кандидатства за университетската програма по анимация, но не е приета. Въпреки това, още преди да завърши университета, Климо е назначена за аниматор в продукцията „Семейство Симпсън“ и се мести да живее в Лос Анжелис.
След няколко години работа, Климо започва свой блог в Tumblr, където понякога качва свои комикси и рисунки. Когато блогът ѝ натрупва популярност, Климо стартира кариера и в издателския бизнес със свои книги, календари и линия поздравителни картички, като книгите ѝ се радват на положителен прием от критиката. Дебютната ѝ книга „Динозавърът Рори: Аз и моят татко“ (Rory the Dinosaur: Me and My Dad) е наречена „отлично попълнение за почти всяка колекция“, както и че „читателите ще оценят чистия рисунък и стопляща сърцето весела история“. Втората ѝ книга „Динозавърът Рори иска домашен любимец“ (Rory the Dinosaur Wants a Pet) е наречена „забавно абсурден портрет на безусловната любов“ и „весела книга, която да споделите с най-малките насаме или в малки групи“, а илюстрациите ѝ са характеризирани като „семпли, но ясни, цветни и експресивни“.
Климо и работата ѝ са обект на публикации в медии и уебсайтове като Huffington Post, The Toast, The Daily Dot, HitFix, Flavorwire, и The National Post (Онтарио). Нейни книги са преведени на френски, немски, италиански, японски, корейски, китайски, виетнамски език и в Китай са със статут на бестселъри.
Тя живее в Лос Анжелис със съпруга и дъщеря си.